# 田の中勇
田の中 勇（たのなか いさむ、1932年7月19日 - 2010年1月13日）は、日本の男性声優。東京都台東区出身。青二プロダクションに所属していた。

## 生涯
劇団こだま座、劇団化粧座、劇団東芸、テアトル・エコー、土の会、東京アクターズプロを経て、青二プロダクションに所属していた。

### 生い立ち
三男坊として誕生。
慶應義塾高等学校時代の同級生に日下武史、小林亜星がおり、コーラス部で一緒に歌っていたという。

### キャリア
同高校を出てすぐの1951年、特に役者になろうと思ったわけではなかったが、暇でしかたがなかったので劇団などを受けたものの落とされ、新聞広告に出ていた国際総合芸術研究所のラジオ科に通いはじめた。そこの面子で劇団を結成し、宮澤賢治の『カイロ団長』を初めとして公演を行うが、マネージャーに金を持ち逃げされ、劇団員のつてで劇団東芸に入ることになる。研究生仲間に富田耕生がいる。東芸入団後、『青いりんご』『警察日記』と、立て続けに舞台に立つ。劇団の先輩だった森山周一郎、大塚周夫らが、ラジオ、テレビの放送に出演していたことから、研究生だった田の中らにもしばしば出演の機会が与えられる。その時、ラジオの仕事をして、ラジオドラマに出演。東芸には二年ほど所属したが、そのなかの七、八人が徒党を組んで造反し、テアトル・エコーに移籍したのに付いていった。
1955年頃、桜井センリに習っていた事があり、桑原たけしと一緒に習っていた。もう1人が生徒として通っており、桜井が「4人でジャズコーラスをやろうよ」と提案し、レッスンもそこそしてコーラスグループを始めてNHKのオーディションにも受かったという。桜井がハナ肇とクレージーキャッツに加入後3人では仕方ないため、もう1人、女性を加入してしばらく活動していた。
テアトル・エコー在団中の頃に、TBS劇団の試験に合格し、講習を受けていた時期があったが、結局、入団しなかったという。
25、26歳で声優としての活動を始める。アテレコでのデビューは『ライフルマン』。

### 死去
2010年1月13日、心筋梗塞のため東京都世田谷区の自宅で亡くなっているのを家族によって発見された。満77歳没（享年79）。生涯独身だった。特に体調が優れないということはなく、心臓の病気もなかったという。『マリー&ガリー』第32話『ピザなのにパイ』の出演が最後の仕事となった。他に死後に発表された出演としては、『ゲゲゲの鬼太郎』第5期シリーズのDVD-BOXの特典映像で鬼太郎役の高山みなみらレギュラー陣と目玉おやじで共演しているのと、同時に発売されたシングルCD『ゲゲゲの鬼太郎・妖怪パラパラ』で、高山みなみ、今野宏美（猫娘）、高木渉（ねずみ男）、八奈見乗児（一反木綿）、丸山優子（かわうそ）、豊嶋真千子（ろくろ首）、池澤春菜（アマビエ）、中山さら（呼子）と台詞共演したのが事実上の遺作となった。また、2006年に死去した野本礼三に代わり、ゲーム『ドラゴンボールZ3』、『ドラゴンボール レイジングブラスト』で老界王神役を引き継いだが、田の中自身も2010年に死去したため、その後発売されたゲーム『ドラゴンボール アルティメットブラスト』では田中亮一が引き継ぐことになった。

## 人物・特色
青二プロダクションの創立メンバーのひとり。
声種は「軽妙でコミカルなテノール」。極端に高い声を使用することが多いが、地声は比較的低いほうで、『ゲゲゲの鬼太郎のオールナイトニッポン』では、有名な高い声と比較すると自身の地声が低いというギャップを、多少自嘲しながら紹介していた。高校時代でもテノール、ボーイソプラノとも言えるほどの高い声だった。舞台ではシスターボーイ役を演じていたことがある。
役柄としては少し癖はあったが、気のいい小心者といった感じの父親役が多かった。
家族に『ジョン・ウェイン劇場』の枠で放送しており、愛川欽也、小林修と一緒に出演していた東鳩東京製菓のCMを企画した当時の東鳩の社長と同級生だった兄がいた。父は印刷工場を営んでいた。
趣味は山登り。特技はエレクトーン。1962年くらいから6、7年エレクトーンをしていた。仕事にもしており、東京都中央区銀座のクラブで伴奏のようなことをしていた。
普段は周囲から「タノ」と呼ばれ親しまれていた。
座右の銘は「忍耐」。

### 目玉おやじ
『ゲゲゲの鬼太郎』では1968年の第1期シリーズから第5期シリーズまで、一貫して目玉おやじの声を担当していた。これらは数度行われた実写化においても同様であった。
1985年の第3期シリーズでは鬼太郎役が野沢雅子から戸田恵子に変更され、第1・2期シリーズとは声優の一新が図られ、目玉おやじも新キャストのオーディションが行われていたが結局ふさわしい後任が見つからず、田の中が続投になった。これがきっかけとなり、1996年の第4期シリーズ、2007年の第5期シリーズでも田の中が担当した。
アニメ雑誌に掲載された記事によれば、目玉おやじがマスコット・アイドル化されていることから苦労していたが、コミカルな表現が抑えられた『墓場鬼太郎』での目玉おやじのほうは新鮮で演じやすいと田の中は発言している。当初は冷たいところもあってやりづらかったが、だんだんやりやすくなってきたという。何度か初期メンバー（鬼太郎役の野沢雅子とねずみ男役の大塚周夫）で演じる機会はあったが、『墓場』が三者揃った最後の共演となった。
『大胆MAP』（2007年9月22日単発スペシャル）では、声優の素顔が見てみたいアニメキャラランキングの11位に目玉おやじが選ばれ、田の中への顔出し出演を依頼したが「私はランキングというものが大嫌いなんですよ」と顔出しNGであることを電話インタビューで語った。だが事務所のプロフィール用の写真で素顔を公開することには了承した。墓場鬼太郎のDVDの特典でも、野沢と大塚がコメントを残したのに対し、田の中はいっさい出演しなかった（読本では対談を残している）。劇場版『ゲゲゲの鬼太郎・日本爆裂!』の特典では、田の中に次ぐ鬼太郎シリーズ出演歴を持つ砂かけ婆の山本圭子とコメントを残した。
バラエティ番組の『めちゃ×2イケてるッ!』の「只今参上 色とり忍者」に目玉おやじ役として、実写映画版で鬼太郎を演じたウエンツ瑛士とともに声のみで出演したことがある。トークでは目玉おやじの域を超えて「どちらへ帰るんですか」という質問に対して「三軒茶屋じゃ」と答えたり、ゲームにも参加し勝利した。なお、このときに田の中が正解した題とその答えを、のちに放映されたアニメ『ゲゲゲの鬼太郎』第5期シリーズの第24話で目玉おやじが「鬼太郎、緑色の食べ物はグリーンカレーじゃ」と寝言を叫ぶというシーンがある。なお同番組では「突然熱湯コマーシャル」にも出演し、「おい加藤、押すなよ」「殺す気か」（「ダチョウ倶楽部」を参照）など、お約束のやりとりを繰り広げ、「田の中さん若すぎる」とつっこまれた。さらに最後には、ドイツ系アメリカ人のハーフであることをいじられるウエンツに対して「ドイツ系のアメリカ人じゃから仕方ないのお」と話しながら素で笑い、ウエンツに「（台詞言いながら）笑ったろ」「俺の本当の父さんに謝れ」と言われていた。
野沢雅子には、自分より女性っぽいという理由で「田の子さん」と呼ばれ、逆に田の中は野沢のことを自分より男性っぽいと語っている。大塚周夫はねずみ男の芝居をもう少し軟化させようと考えた際、「オネエ言葉」にしようと考え、田の中から指導を受けたという。
死去に際して、水木しげるは「目玉おやじの声はとりわけ印象的」とコメントし、野沢雅子や戸田恵子など鬼太郎を演じた声優および『鬼太郎』で共演した歴代のレギュラー陣は涙ながらにその死を悼み、長らく鬼太郎として田の中と共演していた野沢は「代役なんていない」とコメントしている。2018年から放送が開始された第6期シリーズでは、初代鬼太郎だった野沢が目玉おやじの後任となり、野沢は「田の中さんの演技を無理に引っ張るのではなく、自分が演じた鬼太郎がお父さんになって息子に鬼太郎と名付けて育てているイメージで、自然体に演じています」とコメントしている。

## 後任
田の中の死後、持ち役を引き継いだ人物は以下のとおり。
| 後任       | 役名                     | 概要作品                     | 後任の初担当作品                                                |
| ---------- | ------------------------ | ---------------------------- | --------------------------------------------------------------- |
| 青野武     | ダ・ヴィンチ             | 『マリー&ガリー』            | 『マリー&ガリーver.2.0』                                        |
| 青野武     | 目玉おやじ               | 『ゲゲゲの鬼太郎』           | 『鬼太郎 幸せ探しの旅〜100年後の遠野物語』                      |
| 島田敏     | 目玉おやじ               | 『ゲゲゲの鬼太郎』           | 『ゲゲゲの鬼太郎 妖怪の森』                                     |
| 島田敏     | イゴール                 | 「ペルソナシリーズ」         | 『ペルソナ3 リロード』                                          |
| 川津泰彦   | 冬田さんの祖父           | 『ちびまる子ちゃん』         | 不明                                                            |
| 山崎たくみ | ビビディ                 | 『ドラゴンボール』シリーズ   | 『ドラゴンボールヒーローズ』                                    |
| 龍田直樹   | ビビディ                 | 『ドラゴンボール』シリーズ   | 『ドラゴンボール改』                                            |
| 田中亮一   | 老界王神                 | 『ドラゴンボール』シリーズ   | 『ドラゴンボール アルティメットブラスト』                       |
| 三ツ矢雄二 | ピッコロモン             | 『デジモンアドベンチャー』   | 『デジモンアドベンチャー』PSP版                                 |
| 三ツ矢雄二 | ジャー・ジャー・ビンクス | 『スター・ウォーズ』シリーズ | 『スター・ウォーズ/クローン・ウォーズ』テレビ版                 |
| 稲葉実     | ジャー・ジャー・ビンクス | 『スター・ウォーズ』シリーズ | 『CRフィーバースター・ウォーズ ダース・ベイダー降臨』パチンコ版 |
| 鈴木琢磨   | ふでじいさん             | 『それいけ!アンパンマン』    | 第916話Aパート                                                  |
| 野沢雅子   | 目玉おやじ               | 『ゲゲゲの鬼太郎』           | 『ゲゲゲの鬼太郎（第6作）』                                     |
| 宮園拓夢   | 江古田                   | 『ペルソナ3』                | 『ペルソナ3 リロード』                                          |

## 出演
太字はメインキャラクター。

### テレビアニメ
1964年
- 0戦はやと（細川一飛曹）
- ビッグX
- 鉄腕アトム (アニメ第1作)

1965年
- オバケのQ太郎（TBS版）（パパ〈2代目〉）
- 怪盗プライド（スコープ）

1966年
- 魔法使いサリー（1966年）（すみれの父）
- おそ松くん（第1作）

1967年
- 悟空の大冒険
- ピュンピュン丸（ミミズク忍者、門番、ナレーション）
- パーマン
- リボンの騎士（殺し屋A）

1968年
- あかねちゃん（角松）
- アニマル1（東五郎、茶川千吉）
- 怪物くん（TBS版）（マスクフェレス）
- ゲゲゲの鬼太郎（第1作）（1968年 - 1969年、父親）

1969年
- ウメ星デンカ（王様）
- 海底少年マリン（通信員、男B）
- サザエさん（1969年 - 1970年、天井裏のねずみ、飲み屋の主人）
- 佐武と市捕物控（小六）
- タイガーマスク（1969年 - 1970年）
- どろろ（ダキ）
- ハクション大魔王（パパ）
- もーれつア太郎（第1作）（1969年 - 1970年）

1970年
- あしたのジョー
- キックの鬼

1971年
- アパッチ野球軍（ダム技師長、モンキー〈2代目〉、コウモリ〈9話〉）
- 国松さまのお通りだい（おでこ）
- ゲゲゲの鬼太郎（第2作）（1971年 - 1972年、目玉親父）
- 原始少年リュウ
- さるとびエッちゃん
- 天才バカボン（1971年 - 1972年、おまわりさん 他）
- 珍豪ムチャ兵衛（徳川家光）
- ふしぎなメルモ（大統領）
- ルパン三世 (TV第1シリーズ)

1972年
- デビルマン
- マジンガーZ（1972年 - 1974年、ムチャ 他）

1973年
- ジャングル黒べえ
- ドロロンえん魔くん（1973年 - 1974年）
- バビル2世
- 山ねずみロッキーチャック（リスのチャタラー）
- ワンサくん（ロロ）
- けろっこデメタン

1974年
- キューティーハニー（1973年版）
- 魔女っ子メグちゃん

1975年
- ガンバの冒険（長老ネズミ）
- 鋼鉄ジーグ（1975年 - 1976年、ダイリ所長、ハニワ兵士 ゲラ 他）
- 勇者ライディーン（猿丸の父）

1976年
- はじめ人間ギャートルズ
- ブロッカー軍団IVマシーンブラスター（守衛）
- ポールのミラクル大作戦（ドッペ）

1977年
- ジェッターマルス（ブルー、郷老人）
- 女王陛下のプティアンジェ（老人、村長）
- 超人戦隊バラタック（シャイデーン）

1978年
- 家なき子
- SF西遊記スタージンガー（1978年 - 1979年、シジーミ、老人）
- 銀河鉄道999（1978年 - 1980年、花子の父、コック、スバリ、デルムカデ大統領、ウォーターブレス、昆虫人間）
- 魔女っ子チックル（アゴ、電車の運転手）
- 若草のシャルロット（画家）

1979年
- サイボーグ009（1979年版）（ロキ、ローソン博士、官房長官）
- 日本名作童話シリーズ 赤い鳥のこころ（仙人）

1980年
- とんでも戦士ムテキング（遊木団吉、ミイラ男）
- ほえろブンブン（ビッグ）
- 坊っちゃん（野だいこ）
- 魔法少女ララベル
- 燃えろアーサー 白馬の王子（サンデー）

1981年
- 怪物くん（テレビ朝日版）（アタマデン、大脳怪物ダイーノ）
- 新竹取物語 1000年女王（ラーメン屋のおじさん）
- Dr.スランプ アラレちゃん（1981年 - 1986年、ガラ、トリヤマ、ドドンガドン、窓口オバケ、ネジシキくん 他） - 1シリーズ+‘92お正月スペシャル
- ヤットデタマン（司会者）

1982年
- あさりちゃん（婆さん）
- おちゃめ神物語コロコロポロン（美容師）
- 逆転イッパツマン（浦島）
- Dr.スランプアラレちゃん ペンギン村英雄伝説（ガラ）
- 忍者ハットリくん（ネズミ）
- 魔法のプリンセス ミンキーモモ（第1作）（シンドブック）

1983年
- イタダキマン（ニカ）
- まんが日本史（雪舟）
- 吾輩は犬である ドン松五郎の生活（塩原）

1984年
- OKAWARI-BOY スターザンS（皇帝）
- オヨネコぶーにゃん（黒子）
- GU-GUガンモ（ゴインノウ）
- コアラボーイコッキィ（ダグビー）
- 宗谷物語（魚屋、老医）
- とんがり帽子のメモル（カエル、ガラゴン）

1985年
- うる星やつら（ねがい星）
- ゲゲゲの鬼太郎（第3作）（1985年 - 1988年、目玉親父）

1986年
- Bugってハニー（1986年 - 1987年、編集長）

1988年
- おそ松くん（第2作）（おじさん）
- ついでにとんちんかん（死神）
- 闘将!!拉麵男（キョンピー）
- トランスフォーマー 超神マスターフォース（ドンク）
- ビックリマン（1988年 - 1989年、コウモリガッサン、ガイド僧、魔化子、迷庵）

1989年
- 悪魔くん（1989年 - 1990年、ヨナルデ）
- がきデカ（父ちゃん）
- ピーターパンの冒険（トン・チホーテ）
- ドラゴンクエスト（ヨギ）

1990年
- 楽しいムーミン一家（1990年 - 1991年、トフスラン 他）
- ドラゴンボールZ（1990年 - 1995年、ライチ、ビビディ）
- もーれつア太郎（第2作）（神様）

1991年
- キテレツ大百科（1991年 - 1993年、忠臣倉、三好）
- ゲッターロボ號（Dr.タマ）
- ドラゴンクエスト ダイの大冒険（第1作）（1991年 - 1992年、ブラス）
- 21エモン（ミリオネヤ星人A）
- 丸出だめ夫（丸出はげ照）
- らんま1/2 熱闘編（雲水その1、肉マンその1）※肉マンその1は田ノ中憂と表記

1992年
- それいけ!アンパンマン（ふでじいさん〈初代〉）

1993年
- 剣勇伝説YAIBA（おばば）

1994年
- 赤ずきんチャチャ（デスマス）

1995年
- ちびまる子ちゃん（冬田さんのおじいちゃん〈初代〉）
- ぼのぼの（クズリくんのお父さん）

1996年
- エルフを狩るモノたち（じいちゃんエルフ）
- ゲゲゲの鬼太郎（第4作）（1996年 - 1998年、目玉おやじ）

1999年
- イソップワールド（恐竜の骨）
- デジモンアドベンチャー（ピッコロモン）

2000年
- クレヨンしんちゃん（聖者）
- BRIGADOON まりんとメラン（藍庵秀太、クロマ）
- ポケットモンスター（ツボ老人）

2001年
- ゴーゴー五つ子ら・ん・ど（つるたろう）

2002年
- FF：U 〜ファイナルファンタジー:アンリミテッド〜（カエル仙人）

2003年
- アソボット戦記五九（頭領）
- カスミン（ヘナモンメッセンジャー）
- 獣兵衛忍風帖 龍宝玉篇（蛛頭蛛）
- ONE PIECE（ショウジョウ）

2004年
- MONSTER（老人）

2005年
- おじゃる丸（長老の木）
- ふしぎ星の☆ふたご姫（2005年 - 2006年、オメンド）

2007年
- ゲゲゲの鬼太郎（第5作）（2007年 - 2009年、目玉おやじ）
- ふしぎ星の☆ふたご姫 Gyu!（オメンド）

2008年
- ねぎぼうずのあさたろう（2008年 - 2009年、じいさん、いちごのいちごろう）
- 墓場鬼太郎（目玉親父）
- ペルソナシリーズ（2008年 - 2019年、イゴール） - 4シリーズ

2009年
- マリー&ガリー（ダヴィンチ）※テレビアニメにおける遺作

### 劇場アニメ
1966年
- ジャングル大帝

1969年
- 空飛ぶゆうれい船（TVショーの司会者）
- 長靴をはいた猫
- ひとりぼっち

1971年
- アリババと40匹の盗賊（警察署長）
- どうぶつ宝島（海賊会議議長、船員）

1972年
- ながぐつ三銃士（殺し屋B）

1973年
- マジンガーZ対デビルマン（ムチャ）

1974年
- きかんしゃやえもん D51の大冒険（キッド）
- マジンガーZ対暗黒大将軍（ムチャ）

1976年
- 長靴をはいた猫 80日間世界一周（猫の殺し屋B）

1981年
- シリウスの伝説（砂っぺA）
- Dr.スランプ アラレちゃん ハロー!不思議島（ガラ）
- ユニコ（神様たち）

1982年
- Dr.SLUMP（ガラ）

1983年
- Dr.スランプ アラレちゃん ほよよ!世界一周大レース

1984年
- Dr.スランプ アラレちゃん ほよよ!ナナバ城の秘宝（ガラ）

1985年
- Gu-Guガンモ（ゴインノウ）
- ゲゲゲの鬼太郎（目玉）
- Dr.スランプ アラレちゃん ほよよ!夢の都メカポリス

1986年
- ゲゲゲの鬼太郎 激突!!異次元妖怪の大反乱（目玉）
- ゲゲゲの鬼太郎 最強妖怪軍団!日本上陸!!（目玉）
- ゲゲゲの鬼太郎 妖怪大戦争（目玉）

1987年
- グリム童話 金の鳥（山猫）
- ドラえもん のび太と竜の騎士（地底人B）

1988年
- 闘将!!拉麵男（キョンピー）

1989年
- 悪魔くん（ヨナルデパズトーリ'）
- ウルトラマンUSA（ユリシーズ）

1990年
- 悪魔くん ようこそ悪魔ランドへ!!（ヨナルデ）
- クロがいた夏（雑炊屋の主人）

1991年
- うる星やつら いつだってマイ・ダーリン（隊長）

1996年
- ゲゲゲの鬼太郎 大海獣（目玉おやじ）

1997年
- ゲゲゲの鬼太郎 おばけナイター（目玉おやじ）
- ゲゲゲの鬼太郎 妖怪特急! まぼろしの汽車（目玉のおやじ）

1999年
- 金田一少年の事件簿2 殺戮のディープブルー（赤森鬼介）

2001年
- スレイヤーズぷれみあむ（師匠）
- ONE PIECE ねじまき島の冒険（ブージャック）

2002年
- パルムの樹（ザクロ）

2008年
- 劇場版 ゲゲゲの鬼太郎 日本爆裂!!（目玉おやじ）
- ゲゲゲまつりだ!!五大鬼太郎（目玉おやじ）

2013年
- PERSONA3 THE MOVIE（2013年 - 2016年、イゴール） - 4作品 ※ライブラリ出演

### OVA
- 魔法のプリンセス ミンキーモモ 夢の中の輪舞（1985年、シンドブック）
- 破邪大星ダンガイオー（1987年、肩の道化）
- ドミニオン（1988年、ドクター）
- 敵は海賊〜猫たちの饗宴〜（1989年、ヨシザキ）
- 天外魔境 自来也おぼろ変（1990年、小ボケ）
- 銀河の魚 URSA minor BLUE（1993年、トンガリ）
- 創竜伝（1993年、張果老）
- まんがビデオ 墓場鬼太郎（2001年、目玉おやじ）
- ぼくは王さま（2006年、ワン大臣）

### ゲーム
1991年
- 惑星ウッドストック ファンキーホラーバンド（ワリィ）

1995年
- ドラゴンナイトII（薬屋）※PCエンジン版

1997年
- エルフを狩るモノたち -完全版-（じいちゃんエルフ）
- ゲゲゲの鬼太郎（目玉おやじ）
- パロウォーズ（ジョン・ニャン次郎 / 帝王ニャー・ムー）
- 冒険活劇モノモノ（モノモノ様）

1999年
- 奏（騒）楽都市OSAKA（安・意）

2001年
- ジャック×ダクスター 旧世界の遺産（ヤコウ飼いのフアーマ）

2003年
- ONE PIECE グランドバトル! 3（ショウジョウ）

2005年
- ドラゴンボールZ3（老界王神）
- ドラゴンボールZ Sparking!（老界王神）

2006年
- ペルソナ3（イゴール、江古田先生）

2007年
- ゲゲゲの鬼太郎 妖怪大運動会（目玉おやじ）
- ドラゴンボールZ Sparking! METEOR（老界王神）
- ペルソナ3 フェス（イゴール、江古田先生）

2008年
- ゲゲゲの鬼太郎 妖怪大激戦（目玉おやじ）
- ペルソナ4（イゴール）

2009年
- ドラゴンボール レイジングブラスト（老界王神）
- ペルソナ3 ポータブル（イゴール、江古田先生）

2012年
- ペルソナ4 ザ・ゴールデン（イゴール）※ライブラリ出演
- ペルソナ4 ジ・アルティメット イン マヨナカアリーナ（イゴール）※ライブラリ出演

2014年
- ペルソナ4 ジ・アルティマックス ウルトラスープレックスホールド（イゴール）※ライブラリ出演

2016年
- ペルソナ5（イゴール）※ライブラリ出演

2019年
- ペルソナ5 ザ・ロイヤル（イゴール）※ライブラリ出演

### 吹き替え

#### 映画
- スター・ウォーズシリーズ（ジャー・ジャー・ビンクス）
  - スター・ウォーズ エピソード1/ファントム・メナス[66]
  - スター・ウォーズ エピソード2/クローンの攻撃
  - スター・ウォーズ エピソード3/シスの復讐
- ダーククリスタル（典礼長）※VHS版
- ネバーエンディング・ストーリー（ナイト・ホブ）※ソフト版・テレビ朝日版（BD収録）
- ネバーエンディング・ストーリー 第2章（ニンブリー）※テレビ朝日版
- ラスト・アクション・ヒーロー（ウィスカーズ）※フジテレビ版（デラックスエディションBlu-ray収録）
- ラビリンス/魔王の迷宮（芋虫、火狼 他）※フジテレビ版

#### テレビドラマ
- アイ・ラブ・ルーシー
- 奥さまは魔女 #180（ブリス2世）
- スタートレック:ディープ・スペース・ナイン（グランド・ネーガス・ゼク）
- ひとすじの道 「ジョーおじさんとの約束」（医師〈サム・フリント〉）
- ミステリーゾーン
  - シーズン2 #11「弱き者の聖夜」（ダンディ）、#25「沈黙の世界」（倶楽部員1）
  - シーズン3 #7「墓」

#### アニメ
- アラジンの大冒険（アジーズ）
- 原始家族フリントストーン（バーニー）
- ティーンエイジ・ミュータント・ニンジャ・タートルズ（クランゲ皇帝）※東和ビデオ版
- ドラゴン水滸伝（こうもり将軍）
- 2020年ワンダー・キディ
- 101匹わんちゃん（ポンゴ）
- マスク・アニメーション（タイルトン市長）

#### 人形劇
- 海底大戦争 スティングレイ
  - #4「海底兵器・頭突きのカジキ」（ヒンアル博士）
  - #10「深海の人質」（ギャング長ゲリーラ）
  - #12「海底の宝物」（タラバガニ海底人王様）
  - #23「さあ来い! ドラゴン大王」（ノッペラー）
  - #27「そこに爆薬が！」（X20）
- スーパーカー シーズン1 #20「はるかな国の魔法のじゅうたん」（衛兵）
- フラグルロック（ボロロ）

### 特撮
- 忍者部隊月光 第47話・第48話（1964年、林窃盗団員）
- がんばれ!!ロボコン（1974年、ロボペケの声）
- Xボンバー（1980年、PPアダムスキーの声〈パイロット版〉）
- 月曜ドラマランド「ゲゲゲの鬼太郎」（1985年、目玉おやじの声）
- 不思議少女ナイルなトトメス 第12話（1991年、屋台のラーメン屋）
- 超力戦隊オーレンジャー（1995年、バラベイビーの声）

### ラジオ
- 青春アドベンチャー「封神演義」（NHK-FM） - 雲中子
- アドベンチャーロード「妖精作戦」（NHK-FM、真田佐助） - 真田佐助

### CD
- ペルソナ3オリジナルドラマCD A CERTAIN DAY OF SUMMER（イゴール）
- PON!とキマイラ 学園天国篇（スミー）

### テレビドラマ
- 鬼太郎が見た玉砕〜水木しげるの戦争〜（目玉おやじの声[67]）
- 月曜ドラマランド「ゲゲゲの鬼太郎」（目玉おやじの声）
- 恋はハイホー！第4話 （マンモスCM・ボス）
- 事件記者
- 女子アナ給湯室（ナレーション）

### 映画
- 学校の怪談（CMの声）
- ゲゲゲの鬼太郎「妖怪奇伝魔笛エロイムエッサイム」（目玉おやじの声）
- ゲゲゲの鬼太郎（目玉おやじの声）
- ゲゲゲの鬼太郎 千年呪い歌（目玉おやじの声）
- PERSONA3 THE MOVIE #1 Spring of Birth（イゴール）
- PERSONA3 THE MOVIE #2 Midsummer Knight's Dream（イゴール）
- PERSONA3 THE MOVIE #3 Falling Down（イゴール）
- PERSONA3 THE MOVIE #4 Winter of Rebirth（イゴール）

### 人形劇
- 川の子クークー（ドークン）
- こどもにんぎょう劇場「小さい魔女」（カラス）

### CM
- エニックス 『ガイア幻想紀』（CMナレーション）
- グリコペロチュ
- ホテル櫻井
- 増田屋コーポレーション「モーラー」（モーラーの声）
- 明治製菓「明治のお菓子モンチッチ」
- 森永アイス・トムとジェリー（CMナレーション）

### その他

#### 目玉おやじの声で出演
- CMバンダイ ゲゲゲの鬼太郎 ゲゲゲパニック（1986年）
- CMバンダイ ゲゲゲボウリング（1996年）
- CM丸美屋 ゲゲゲの鬼太郎カレー（1996年）
- CM丸美屋 ゲゲゲの鬼太郎ふりかけ（1996年）
- ゲゲゲの鬼太郎 〜鬼太郎の幽霊電車〜（1999年[68]）
- めちゃ×2イケてるッ!
  - 只今参上 色とり忍者（2007年4月28日）※CMに入る際の提供読みも担当
  - 突然熱湯CM（2008年7月19日）
- ネプリーグ（2007年5月7日）
- トリビアの泉復活SP2 無駄無駄無駄無駄ァ!知識（2007年5月12日）
- CM桃屋（2007年）※「ゲゲゲの鬼太郎」タイアップ時
- ゲゲゲの鬼太郎 妖怪JAPANラリー3D（2008年）
- CMマクドナルド ハッピーセット「ゲゲゲの鬼太郎」シリーズ（2009年）

#### それ以外の出演
- NHKソノラマ文庫カセットブック 妖精作戦シリーズ（真田佐助）
- 人生クイズ 冠婚葬祭（天の声）
- めざましテレビ（「濃縮!エンタ」タイトルコール）
- 朝日ソノラマ ソノシート・仮面ライダー「恐怖のくも男」（緑川博士）
- プルルくん（ニョッポ）

## ディスコグラフィ
- 唄う妖怪（『河童の三平 妖怪大作戦』挿入歌）
- 目玉オヤジの数え歌（『ゲゲゲの鬼太郎（第3シリーズ）』）
- 目玉おやじの妖怪数え唄（『ゲゲゲの鬼太郎（第4シリーズ）』。松岡洋子のシングル「ゲゲゲの音頭」のカップリング）
- ゲゲゲの鬼太郎・妖怪パラパラ（『ゲゲゲの鬼太郎（第5シリーズ）』）

## 書籍
- 僕らを育てた声 田の中勇編（アンド・ナウの会）